# Tetrapyrrool

De basisvormen van het cyclische tetrapyrrool (pyrrool, porfine, porfyrine, porfyrinogeen

Tetrapyrrolen zijn chemische verbindingen die bestaan uit vier aan elkaar gekoppelde pyrroolringen, de bruggen bestaan uit 1 koolstofatoom (methine of methyleen). Uitzondering hierop zijn de corrinen, waarbij de methinebrug vervangen is door een directe interpyrroolbinding.
Cyclische tetrapyrolen (porfyrinen) komen voor in chlorofyl en in heemverbindingen als hemoglobine, cytochroom en myoglobine en vormen het grondskelet van deze verbindingen.
Lijnvormige tetrapyrolen komen voor in de galkleurstoffen en als fycobilinen in blauwalgen.
In de jaren dertig van de twintigste eeuw toonde Alfred Treibs tetrapyrrolen en daarop sterk gelijkende verbindingen aan in aardolie. Tetrapyrrolen kunnen daarom als de eerste biomerkers in geologische monsters gezien worden.